# Ibn Khafaja
Ibn Khafaja (àrab: ابن خفاجة, Ibn Ḫafāja), sobrenom o pseudònim (xuhra) d'Abu-Ishaq Ibrahim ibn Abi-l-Fat·h ibn Khafaja al-Andalussí (àrab: أبي اسحاق ابراهيم بن أبي الفتح بن خفاجة الأندلسي, Abū Ishāq Ibrāhīm ibn Abī l-Fatḥ ibn Ḫafāja al-Andalusī) (Alzira, 1058/1060 – 25 de juny de 1139), fou un gran poeta andalusí.

## Biografia
Nascut a Alzira, de família benestant, amb avantpassats àrabs i amazics, sols es coneix l'existència d'una germana que fou mare d'Ibn az-Zaqqaq, deixeble i continuador del seu llegat.
En el seu aprenentatge tingué com a mestres els alzirenys Abu-Imran ibn Abi-Tàlib, jurista, literat i poeta, Abu-Ishaq ibn Sawad, gramàtic i lexicògraf, i Abu-Bakr ibn Àswad, jurista. En Múrcia, lloc que visitava amb assiduïtat, fou deixeble d'Abu-Alí as-Sadafí en ciències religioses. I ell mateix es reconeix deutor dels poetes àrabs orientals Abd-al-Muhsin as-Surí i Abu-l-Hàssan Mihyar ad-Daylamí.
La seva independència econòmica, gràcies a les terres que posseïa a Alzira, li permeté no exercir cap càrrec ni demanar el mecenatge de cap governant i així pogué gaudir de la poesia amb total llibertat. De tota manera, mantingué relacions, majoritàriament epistolars, amb distints membres de la dinastia almoràvit, com Abu-Bakr ibn Ibrahim ibn Tifilwit, governador de Múrcia, la seva filla Màryam, Abu-t-Tàhir Tamim ibn Yússuf ibn Taixfín, governador de Granada, Sevilla i Múrcia, i Abu-Ishaq Ibrahim ibn Yússuf ibn Taixfín, governador de Ceuta, València, Múrcia i Sevilla, el primer cosí i els dos darrers fills de l'emir almoràvit Alí ibn Yússuf, als quals els dedicà diverses poesies. També mantingué correspondència i li dedicà poemes a diversos personatges de la política i la cultura de l'Àndalus.
Tot i residir habitualment a Alzira, i a més de les visites a Múrcia, València i Xàtiva, visità les corts d'al-Mútassim ibn Sumàdih d'Almeria i de l'emir zírida Tamim ibn al-Muïzz en Mahdia.

## Obra
El Diwan d'Ibn Khafaja (àrab: ديوان ابن خفاجة, Dīwān Ibn Ḫafāja) és una selecció crítica de les seves poesies realitzada pel mateix poeta, amb un prefaci i moltes poesies acompanyades per una presentació o comentaris. El diwan està compost per 243 poemes amb 2.913 versos, 16 epístoles i 4 glosses gramaticals i literàries.
Els poemes del diwan tenen una temàtica diversa:
- amorosa, on canta el seu gust per la vida i els seus plaers sensuals.
- bàquica, on el vi surt com a element d'alegria i d'oblit de les preocupacions.[8]
- paisatgística o de la natura, per les seves poesies paisatgístiques el conegueren amb el sobrenom de al-Jannan (el jardiner). Ha estat considerat un dels millors poetes de la natura de la literatura àrab, i la natura apareix en els altres gèneres que ha tractat, des de l'amor o el vi fins l'elegíac, el panegíric o l'ascètic. La nit ocupa en la seva poesia en lloc destacat.[9]
- panegírica, dedicat a amics o protectors.
- elegíaca, on retrata el dolor per la pèrdua o destrucció de les ciutats a mans dels cristians.
- ascètica, escrits en els darrers anys de la seva vida, apareixen reflexions sobre la malaltia, la vellesa i la mort, amb un to impregnat de fatalisme.

L'element que destaca en Ibn Khafaja és la seva forma de barrejar la natura amb l'amor i la vida, però també amb la nostàlgia dels temps passats, dels paradisos perduts i inclús de la mort, fins a arribar a una visió antropològica de la natura. Ibn Khafaja exerceix una forta influència en la poesia posterior, amb un estil que s'ha anomenat khafají. La seva cassida es caracteritza per la concentració d'imatges poètiques superposades i consecutives, amb una renovació del classicisme. La principal característica de la seva poesia sobre la natura és la personificació, on la natura i els seus elements sovint són presentats com a dones o de vegades comparats amb atributs femenins.
Alguns dels seus poemes han estat musicats en època contemporània prenent com a base les versions de l'escriptor de Gandia Josep Piera.
Al Tall, l'any 1985, publicà juntament amb el grup Muluk el Hwa el disc Xarq Al-Andalus, el qual conté cinc temes amb lletres d'Ibn Khafaja: «La jove negra - absència», «El viatge de les mans», «La tirania», «El jardí» i «La riuada».
Carles Dénia, en el seu àlbum El paradís de les paraules de l'any 2011, inclou sis temes amb versions de Josep Piera sobre poemes de l'autor d'Alzira: «Tot i que em creia fort i ferm com una roca», «Era un jonc emocionat», «Quina plaent vesprada al llit», «Valencians, quin goig el vostre», «Flor estranya» i «Benvinguda siga l'estança».